# Ozero Sternik
Ozero Sternik (ryska: Озеро Стерник) är en sjö i Belarus.   Den ligger i voblasten Vitsebsks voblast, i den norra delen av landet, 250 km nordost om huvudstaden Minsk. Ozero Sternik ligger 162 meter över havet. Arean är 0,14 kvadratkilometer. Den sträcker sig 0,7 kilometer i nord-sydlig riktning, och 0,3 kilometer i öst-västlig riktning.
I omgivningarna runt Ozero Sternik växer i huvudsak blandskog. Runt Ozero Sternik är det glesbefolkat, med 10 invånare per kvadratkilometer.